# Urugvaj
Úrugvaj, uradno Vzhodna republika Urugvaj (špansko República Oriental del Uruguay; izg. IPA: [re'puβlika oɾjen'tal del uɾu'ɰwaj]), je država v jugovzhodnem delu Južne Amerike. Tu živi 3,5 milijona ljudi, od tega 1,7 milijona v Montevideu in njegovem metropolitanskem območju.
Urugvaj meji na severu na Brazilijo, na zahodu preko obeh rek Urugvaj (reka) na Argentino, na jugozahodu na estuar reke Plata in na jugovzhodu na Južni Atlantski ocean. Gre za drugo najmanjšo neodvisno državo v Južni Ameriki, večjo le od Surinama in francoske čezmorske regije Francoske Gvajane. Država je v Indeksu demokracije označena kot 'polna demokracija' in se uvršča na visoko mesto v mednarodnih merilih preglednosti vlade, ekonomske svobode, družbenega napredka, enakosti dohodkov, dohodka na prebivalca, inovacij in infrastrukture.

## Zgodovina
Prvi priseljenci so prišli na to območje v prvi polovici 16. stoletja. Ti priseljenci so bili tako španskega kot portugalskega porekla, a je sčasoma prišlo do prevlade špansko govorečega prebivalstva. Kasnejše glavno mesto Montevideo je bilo ustanovljeno v 18. stoletju in je postalo konkurenčno Buenos Airesu, glavnem mestu Argentine, ležečem na drugem bregu reke Río de la Plata. Montevideo je postalo vojaško središče španskega imperija, medtem ko je bilo Buenos Aires trgovsko središče.
V 19. stoletju so se po celi Južni Ameriki pričela gibanja za neodvisnost, ki so jim sledila tudi gibanja za neodvisnost Urugvaja od Španije. Takrat je bilo to gibanje znano pod imenom Banda Oriental ali po naše zahodni breg oziroma zahodni blok. Leta 1828 je Urugvaj postala neodvisna država z glavnim mestom Montevideom. Postopoma so evropski priseljenci izrinili domače prebivalstvo, Indijance plemena Charruas, in postali večinsko prebivalstvo. V 19. stoletju je Urugvaj sodeloval v t. i. vojni Trojne zaveze proti Paragvaju. Po seriji izvoljenih predsednikov, sosedskih sporov in podobnega je prišel na oblast predsednik José Batlle y Ordóñez, ki je poskrbel, da je država prišla na dober glas, kot moderna država z urejenimi socialnimi razmerami. Skozi celotno 20. stoletje je bila Urugvaj država, ki se je lahko primerjala z razvitimi evropskimi državami. Zaradi naprednega socialnega sistema in urejene demokratične ureditve je postala znana kot Švica vseh treh Amerik.

## Ekonomija
Urugvaj ima dobro razvit gospodarski sistem, ki se je razvil zaradi politične stabilnosti in odprave vojaške diktature. Življenjski standard je relativno visok in višji od standarda južne Amerike. BDP na prebivalca je 6.007$, a ni enakomerno porazdeljen. V poznih devetdesetih letih je rast BDP padla. V letu 2003 je upadla za  -10,5 %. Leta 2004 je gospodarstvo začelo rasti vedno hitreje, tako da se je v letu 2005 BDP povečal za 10,2 %, v letu 2006 pa za 7 %. Tudi indeks inflacije se je izboljšal. Če je leta 2003 bil  blizu 20 % se je v letu 2006 znižal na 6,5 %. Seveda pa imamo tudi zaskrbljujoče faktorje kot na primer brezposelnost, ki kljub nižanju, zajema še vedno 10,8 % prebivalstva. Veča se revščina, ki je v letu 1999 zajemala le 6 % prebivalstva, danes pa 27 %. Gospodarske razmere Urugvaja so zelo čudne. Po eni strani je ekonomska rast in nižanje inflacije hitro, po drugi strani pa je še zmeraj veliko prebivalcev brezposelnih, ki živijo v revščini. Čeprav je ekonomija večinoma v rokah privatnikov ima država še vedno pomembno vlogo. Poleg tega je po mnenju Transparency International, Urugvaja najmanj korumpirana države v južni Ameriki po Chile.

## Geografija
Urugvaj je druga najmanjša država v Južni Ameriki. Gričevnata in planotasta pokrajina z rodovitnimi obalnimi nižinami je idealna za živinorejo in ovčerejo. Najvišja točka države je Cerro Catedral s 514 m. Jugozahodno od Río de la Plata (Srebrna reka) sta estuarija reke Urugvaj, ki določa zahodno mejo, in reke Paraná, ki sicer ne teče skozi državo. Edina druga večja reka je Río Negro. Ob atlantski obali je več lagun.
Podnebje Urugvaja je zmerno, a precej toplo, saj temperature pod lediščem skoraj niso znane. Pretežno ravna pokrajina je ranljiva za hitre spremembe zaradi vremenskih front, kot tudi za pampero, mrzel in občasno viharen veter, ki piha z argentinske pampe proti severu.

## Demografija
Urugvaj ima približno 3.431.932 prebivalcev in sicer 19,7 na km². Največ je starih od 15 do 64 let (63,9 %), sledijo od 0 do 14 let (22,9 %) in nzadnje starejši od 65 let (13,3 %). Srednja starost za ženske je 34,2 let, za moške 31,3 let, skupna pa 32,7 let. Življenjska doba za moške je 73,12 let, za ženske 79,65 let, skupno pa 76,33 let.